# Klouk
Klouk (Gronings voor "slim") is een dagelijks quizprogramma op de regionale televisiezender RTV Noord. De presentatie ligt sinds 2024 in handen van Joyce Kranenborg; voordien werden de reguliere uitzendingen gepresenteerd door Wiebe Klijnstra en de finales door Marcel Nieuwenweg.

## Spelverloop

### Seizoenen 1 t/m 11
In de eerste elf seizoenen (2013–2023) werd elke aflevering van Klouk met één kandidaat gespeeld. In een uitzending kreeg de deelnemer maximaal vier meerkeuzevragen over uiteenlopende Groningse onderwerpen. Voor elke vraag werden vijf seconden bedenktijd gegeven. Elk juist antwoord leverde één punt op. Bij een fout antwoord moest de deelnemer in principe vertrekken, tenzij hij of zij vooraf het Peerd van Ome Loeks had ingezet, die als joker fungeerde. Daarbij werden dan wel twee punten van de totaalscore afgetrokken. De mogelijkheid om het Peerd te gebruiken was eenmalig. Indien de speler alle vragen van een dag juist had beantwoord, kwam deze de volgende dag terug voor een nieuwe ronde vragen.

### Sinds seizoen 12
Met ingang van het twaalfde seizoen (2024) is de opzet van Klouk gewijzigd. Hierbij nemen nu telkens twee kandidaten het tegen elkaar op. In elke aflevering worden vier meerkeuzevragen over Groningse thema's gesteld, waarbij de kandidaat met de meeste juiste antwoorden de volgende dag mag terugkomen. Voor de verliezer is het spel voorbij. Wanneer beide kandidaten evenveel juiste antwoorden hebben gegeven, wordt de strijd door middel van een inschattingsvraag beslist.

### Finale
Aan het einde van het jaar wordt de finale gespeeld. Daarin spelen de drie deelnemers mee die de meeste vragen juist hebben beantwoord. Hierin worden nog steeds meerkeuzevragen gesteld. Daarna valt een kandidaat af en wordt de grote finale gespeeld. Daarbij worden open vragen gesteld en moeten de twee finalisten op een buzzer drukken. De winnaar mag zich de kloukste Grunneger ("de slimste Groninger") noemen.

## Uitzendingen
De eerste aflevering van Klouk werd uitgezonden op 4 februari 2013. In dat eerste seizoen werd de finale gewonnen door Henk Smit uit de stad Groningen. Het tweede seizoen van het programma begon op 3 februari 2014. In dit seizoen maakten ook bekende Groningers hun opwachting, zoals zangeres Wia Buze. Sinds 2017 kent de quiz een voorjaarscompetitie en een najaarscompetitie, maar nog wel één finale.
In 2022, na afloop van het tiende seizoen, werd een speciale jubileumfinale georganiseerd waarin alle seizoenswinnaars tot dan toe het tegen elkaar opnamen. De winnaar werd Peter Apol uit Drenthe.
In mei 2023 ging het elfde seizoen van Klouk van start. Dit was het laatste seizoen met Wiebe Klijnstra als presentator. In juni 2024 keerde de quiz terug met een vernieuwde formule en Joyce Kranenborg als nieuwe presentator.